# Polskie Towarzystwo Hugenockie
Polskie Towarzystwo Hugenockie – powstała w 2000 roku w Warszawie organizacja zrzeszająca dwie grupy członków:
- mieszkających w Polsce potomków francuskich rodów ewangelicko-reformowanych,
- osoby zainteresowane losami tej grupy imigrantów religijnych, którzy schronili się na ziemiach Polski i Litwy przed prześladowaniami, bądź historią protestantyzmu w ogólności.

Członkostwo nie jest uzależnione od przynależności do Kościoła Ewangelicko-Reformowanego i PTHug zrzesza przedstawicieli różnych wyznań.
Organizacja ma swoją siedzibę przy Parafii Ewangelicko-Reformowanej w Warszawie, gdzie odbywają się doroczne posiedzenia towarzystwa. Spotkania te połączone są z dwoma odczytami, z których jeden dotyczy historii Polski, a drugi śladów hugenockich w historii powszechnej.